# 伊東知也

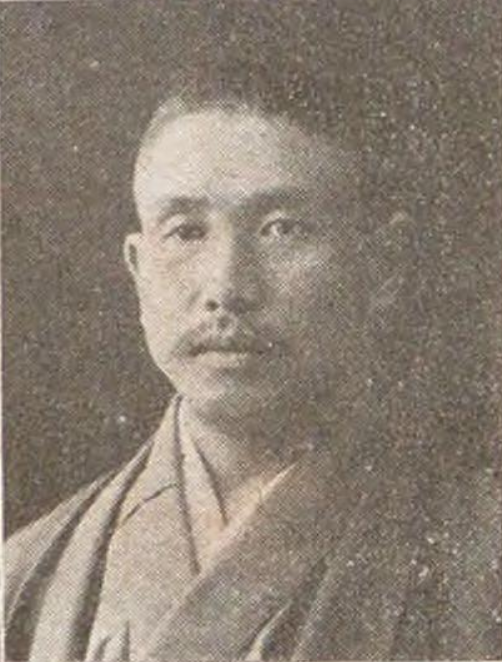
伊東知也

伊東 知也（いとう ともや、1873年（明治6年）4月10日 - 1921年（大正10年）11月26日）は、明治時代の政治家。衆議院議員（3期）。号は明、士徳、懐亭、鳳南、別名に正基。

## 経歴
酒田本町（現酒田市）の医師伊東清基の長男として生まれる。上京し、東京専門学校で政治学を修め、1896年（明治29年）卒業し台湾総督府旧慣調査会嘱託となる。はじめ佐田白茅、須田古龍について漢学を学んだが、のち札幌の露清学校に転じ中国語、ロシア語を習得し、1898年（明治31年）から東部シベリア、満州、福建、広東などを巡遊し対外問題の処理に尽瘁した。中国、朝鮮には十数回に渡り赴き、1911年（明治44年）の辛亥革命の折には孫文らと交わり「支那浪人」と称された。ほか、雑誌「日本及日本人」の記者を務めた。
犬養毅、杉浦重剛、頭山満らの知遇を受け、1912年（明治45年）5月の第11回衆議院議員総選挙では山形県郡部から出馬し当選。つづく第12回、第13回総選挙でも当選し衆議院議員を通算3期務めた。在任中は対支連合会、国民外交会各評議員、幹事などを務めた。墓所は酒田海晏寺。

## 著作
- 『片鱗』竜川社、1919年。